# Tipula angolana
Tipula angolana är en tvåvingeart som beskrevs av Alexander 1963. Tipula angolana ingår i släktet Tipula och familjen storharkrankar.
Artens utbredningsområde är Angola. Inga underarter finns listade i Catalogue of Life.